# Wasyl Iwachniuk
Wasyl Stepanowycz Iwachniuk, ukr. Василь Степанович Івахнюк, ros. Василий Степанович Ивахнюк, Wasilij Stiepanowicz Iwachniuk (ur. 6 września 1966 w Hołyniu, w obwodzie iwanofrankowskim, zm. 5 października 2022) – ukraiński piłkarz, grający na pozycji pomocnika.

## Kariera piłkarska

### Kariera klubowa
Wychowanek Szkoły Sportowej w Kałuszu. Pierwszy trener M. Konstankiewicz. Rozpoczął karierę piłkarską w amatorskim zespole Kołos Hołyń. W 1988 został zaproszony do Prykarpattia Iwano-Frankiwsk. Potem występował w drużynach Naftowyk Dolina i Hałyczyna Broszniów-Osada. 15 września 1992 debiutował w Mistrzostwach Ukrainy w składzie Skały Stryj. 24 października 1993 został wniesiony do rejestru meczu Karpaty Lwów-Tawrija Symferopol, ale na boisku nie pojawił się. W lipcu 1994 przeszedł do Podilla Chmielnicki. Na początku 1996 wyjechał do Mołdawiiu, gdzie bronił barw pierwszoligowej Olimpii Bielce. Potem powrócił do Podilla Chmielnicki. Od 1998 do 2001 występował w Naftowyku Dolina, po czym zakończył karierę piłkarską.
Zmarł 5 października 2022.